# ワイワイワイ
有限会社 ワイワイワイは、主に声優・ナレーターのマネージメントを行う芸能事務所。1994年（平成6年）11月22日設立。

## 所属タレント

### 男性
- 安富史郎（取締役）
- 藤田勇児（代表取締役）
- 藤沢としや
- 徳田祐介
- おだかずあき
- 鹿瀬ハジメ
- 中庭浩史
- 橋本マサキ
- 北又ちゅん
- 斉藤祐輝
- 有ヶ谷圭太郎
- 糸井邦佳
- 政木まさき
- 吉川大介
- 山口湧允
- 江頭弘平
- 浜本陽平
- 池田理弥人
- 賢太郎
- 小羽勝也
- 田村チアキ
- 薮田宗平

### 女性
- 栗本有紀子
- 柳森万里
- 中矢由紀
- 井上こより
- 岩本明子
- 石山百年美
- 七実ちえ
- 木下乃りこ
- いたはゆか
- 筒井敬子
- 児玉愛美
- 有村茉佐子
- 桂やすこ
- 小椋美輝
- 本田美樹
- 大黒みかこ
- 寺澤理子
- 上田琴美
- 西田真波
- 北浦カナ
- 大葉ゆかり
- 小谷純子
- 崎浜瑞樹
- 鈴浦ひろみ
- せきぐちみほ
- 津波古奈桜
- 薮内麻理
- 上田純子
- 浜口伸子
- 紀伊さつき
- 志倉梨菜
- 阿部憲子
- 廣政朱音
- 穂山好佳
- 田中絢
- 田村茜音
- 林希
- 藤原菜緒
- 浦島三和子
- 一丸志帆
- 桜井ういよ
- ASAKO
- 鈴木菜月
- 辻礼衣那
- 松下とうこ

### 外国語・男性
- ジョン・フラトン

### 外国語・女性
- ジャネット
- パトリシア

## かつて所属していたタレント

### 男性
- 井田将勝（フリー）
- きしめん（フリー転向後死去）
- 辻井健吾（現所属：ケンユウオフィス）
- 菱田盛之（フリー）
- フリハタ

### 女性
- 片桐真衣（現所属：センテナリア）
- 藁谷麻美（現所属：picante）
- 大林奈津子
- ケイティ・アドラー

## 付属養成所
- 声塾（KOE-JUKU）（2011年4月9日開塾）